# Tenille Dashwood
Tenille Averil Dashwood (* 1. März 1989 in Boronia, Australien), besser bekannt unter ihrem Ringnamen Emma, ist eine australische Wrestlerin. Sie stand bis 2023 bei der Wrestlingorganisation WWE unter Vertrag und trat dort in deren Show SmackDown auf. Ihr bislang größter Erfolg ist der Erhalt der Impact Knockouts World Tag Team Championship.

## Wrestlingkarriere

### WWE (2011–2017)
Am 8. März 2011 wurde bekannt gegeben, dass sie einen Vertrag bei WWE unterschrieben hat.
Als im August 2012 die Marke FCW zu NXT geändert wurde, war sie diesem Roster angehörig. Am 28. November 2012 bestritt sie ihr TV-Debüt gegen Audrey Marie, welches sie jedoch verlor. Als am 5. April 2013 die NXT Women’s Championship eingeführt wurde, nahm sie an dem Turnier teil, um die erste Championesse zu krönen. Sie kam bis ins Finale, ehe sie gegen Paige verlor.
Am 13. Januar 2014 gab sie ihr Main-Roster Debüt, um eine Fehde gegen Summer Rae zu beginnen. Am 6. April 2014 bestritt sie ein Match um die WWE Divas Championship. Dieses konnte sie jedoch nicht gewinnen. Über das Jahr bestritt sie verschiedene Matches unter anderem gegen Alicia Fox und Nikki Bella.
Am 28. Januar 2015 kehrte sie zu NXT zurück. Ihr Comeback-Match gegen Carmella verlor sie jedoch. Dort hatte sie einige Fehden, wie zum Beispiel mit Asuka, diese verlor sie jedoch und bestritt fortan nur einige Matches.
Am 22. März 2016 kehrte sie ins Main Roster zurück und attackierte Alicia Fox und Natalya. Dies führte zu einem 10 Divas Tag Team Match bei WrestleMania, welches sie jedoch verlor. Nach WrestleMania begann sie eine Fehde gegen Becky Lynch, bevor sie sich am 16. Mai 2016 eine Verletzung zuzog. Am 3. Oktober 2016 wurde beim Raw eine Vignette ausgestrahlt, wo ihr neues Gimmick Emmalina beworben wurde. Am 13. Februar 2017 kehrte sie als Emmalina zurück um mitzuteilen, dass sie wieder unter den Namen Emma antreten wird. Am 29. Oktober 2017 gab die WWE dann die Entlassung von Emma bekannt.

### Impact Wrestling (2019–2022)
Nachdem sie über die Jahre hin und wieder Independent Bookings annahm und auch unter anderem für Ring of Honor antrat, wurde am 29. Juli 2019 bekannt gegeben, dass sie einen Vertrag bei Impact Wrestling unterschrieben hat. Während ihrer Zeit bei Impact trat sie auch hin und wieder für die Promotion All Elite Wrestling auf. Am 30. August 2019 gab sie ihr Debüt für Impact, indem sie Taya Valkyrie konfrontierte. Nachdem sie einige Matches gewonnen hatte, forderte sie Valkyrie um die Impact Knockouts Championship heraus, den Titel konnte sie jedoch nicht gewinnen. Wegen der Pandemie bestritt sie nur noch vereinzelt Matches, bis sie sich 2022 mit Madison Rayne zusammen tat. Am 5. März 2022 konnten sie zusammen die Impact Knockouts World Tag Team Championship gewinnen. Die Regentschaft hielt bis zum 19. Juli 2022, bis sie die Titel an Rosemary und Taya Valkyrie verlieren.

### Rückkehr zur WWE (2022–2023)
Am 28. Oktober 2022 kehrte sie bei der SmackDown-Ausgabe zur WWE zurück. Sie forderte Ronda Rousey um die SmackDown Women’s Championship heraus, dieses Match verlor sie jedoch. Am 21. September gab sie bekannt von der WWE entlassen worden zu sein.

## Auszeichnungen
- Extreme Canadian Championship Wrestling
  - ECCW Supergirls Championship (2×)
- Impact Wrestling
  - Impact Knockouts World Tag Team Championship (1×) mit Madison Rayne
- Pro Wrestling Alliance Queensland
  - Queen of the Warriors (2009)
- Pro Wrestling Illustrated
  - Nummer 31 der Top 50 Weiblichen Wrestler im Jahr 2015
- Swiss Wrestling Entertainment
  - SWE Ladies Championship (1×)